# Мельников Марин Ігорович
Марин Ігорович Мельников (нар 1999, с. Ванчиківці Новоселицького району (нині Чернівецького району) Чернівецької області — пом 7 березня 2022) — солдат Збройних сил України, учасник російсько-української війни, що загинув у ході російського вторгнення в Україну.

## Життєпис
Марин Мельников народився 1999 року в с. Ванчиківці Новоселицького району (нині Чернівецького району) Чернівецької області. Закінчив Ванчиківецький ліцей у рідному селі.
З початком повномасштабного російського вторгнення в Україну служив гранатометником десантно-штурмового відділення десантно-штурмового взводу десантно-штурмової роти 87-го окремого аеромобільного батальйону Десантно-штурмових військ Збройних сил України. Загинув 7 березня 2022 року. Разом із ним у запеклому бою проти російського окупанта загинули співслуживці солдат Іван Гай, молодший сержант Костянтин Герман, солдат Максим Залевський та молодший сержант Андрій Четверіков.
Тіло загиблого військового привезли до рідного села 8 березня, де й поховали його в с. Ванчиківці на Чернівеччині 9 березня 2022 року.

## Нагороди
- орден «За мужність» III ступеня (2022, посмертно) — за особисту мужність і самовіддані дії, виявлені у захисті державного суверенітету та територіальної цілісності України, вірність військовій присязі.